# Féile an Phobail
Féile an Phobail (traduïble com a "Festival de la Comunitat"), també conegut com a West Belfast Festival ("Festival del Belfast Occidental"), és un festival de la comunitat irlandesa de la part occidental de Belfast, per a promoure la cultura irlandesa i internacional. El festival té lloc des de 1988 i es realitza tant a dins com als voltants de Falls Road, a Belfast, Irlanda del Nord.

## Història

### Fundació
El festival s'inicià l'any 1988 com a resposta directa al conflicte nord-irlandès (Troubles), i concretament després dels esdeveniments de març de 1988. El Servei Especial de l'Aire (SAS) assassinà a tres membres de l'IRA Provisional a Gibraltar. A un dels tres funerals, un paramilitar unionista anomenat Michael Stone atacà la cerimònia amb pistoles i granades de mà, assassinant a tres dels presents, en el que es coneix com l'atac al cementiri de Milltown. Tres dies després, al funeral d'una de les tres víctimes de Stone, succeí el que es coneix com l'assassinat dels caporals britànics. En aquella ocasió, dos caporals de l'Exèrcit britànic que anaven de paisà foren assassinats per la multitud, pensant-se que anaven a cometre uns fets similars als de Stone. La comunitat de la part occidental de Belfast fou sotmesa pels mitjans de comunicació a un intens escrutini i fou descrita per la BBC com una «comunitat terrorista».
Veient aquest retrat negatiu, enganyós i perjudicial de la seva comunitat, Gerry Adams reuní una petita quantitat d'amics i diversos grups locals per a organitzar un festival comunitari. El seu propòsit fou celebrar el costat positiu de la comunitat: la seva creativitat, la seva energia, la seva passió per les arts i per a l'esport. El festival tenia com a objectiu proporcionar oci i entreteniment a un preu que la majoria de la comunitat es pogués permetre.
L'agost de 1988 s'inaugurà la primera edició del festival amb una desfilada relativament humil de carrosses i bandes i clubs de l'Associació Atlètica Gaèlica, que passejaren en el seus clubs de regalia en una festa a l'aire lliure al parc de Dunville, així com s'organitzaren festes al carrer a tot l'oest de la ciutat. També es realitzaren col·lectes porta a porta per a finançar excursions d'una jornada a la vora del mar per a pensionistes i sortides per a joves.

### Actualitat
El festival obtingué un elogi rotund i esdevingué un dels majors festivals comunitaris d'Europa. La desfilada de Carnaval reuneix habitualment més de 20.000 participants en un acte musical i acolorit amb carrosses especialment dissenyades, que representen un tema escollit, ballarins, màscares i nens disfressats.
Pel que fa a la durada, el festival passà d'una setmana a un programa de molts esdeveniments per a tot l'any. D'aquesta forma s'establí el primer festival d'arts infantils d'Irlanda del Nord, el Draíocht Children's Arts Festival, amb activitats que van des d'esportives fins a esdeveniments multiculturals i educatius, tant en gaèlic irlandès com en anglès. L'any 2003, 6.000 joves i nens participaren en esdeveniments del Draíocht.
El festival també té la seva estació radiofònica pròpia, Féile FM. L'emissora emeté inicialment a Belfast durant dos períodes d'un mes a la primavera i a l'estiu, durant els quals joves voluntaris es formaven professionalment en habilitats de gestió i comunicació gratuïta. El 2007, la ràdio aconseguí una llicència a temps complet, i ara emet set dies a la setmana, a Belfast. Alguns dels alumnes formats aconseguiren trobar feina en mitjans locals, inclosos UTV, BBC Northern Ireland i la versió digital del The Irish News a Belfast.
Al maig de 2009, l'entitat organitzà el primer festival dedicat a la comèdia de Belfast: Laugh at the Bank.
Les edicions 2018 i 2019 van tenir una polèmica mediàtica degut a les consignes i l'exhibició de símbols de l'IRA durant l'actuació de The Wolfe Tones al festival.